# Moon Jeong-hee
Moon Jeong-hee (en hangul, 문정희; nacida el 12 de enero de 1976) es una actriz de teatro, cine y televisión surcoreana.

## Biografía
Se graduó de la Universidad Nacional de las Artes Corea con una licenciatura en Estudios de Teatro.

## Carrera
Debutó en teatro en 1998, con la puesta en escena de la obra Blood Brothers (Hermanos de Sangre).
A pesar de que no ha logrado destacarse en el mundo del estrellato, ha construido una sólida carrera con una trayectoria tanto en personajes principales como en roles de reparto. Deranged (Desquiciado)(2012) fue su primera interpretación en una película comercial, por la que ganó el premio a Mejor Actriz de reparto en los Blue Dragon Film Awards. También ha logrado críticas positivas por sus actuaciones en Hide and Seek (las escondidas) (2013), Cart (2014), y Mamá (2014).
En febrero del 2020 se unió al elenco de la serie I'll Go To You When The Weather Is Nice (también conocida como "I'll Come By When The Weather's Good"), donde interpretó a Shim Myung-yeo, una novelista y viajera así como la tía de Mok Hae-won (Park Min-young), hasta el final de la serie el 21 de abril del mismo año.
El 17 de octubre del mismo año se unió al elenco principal del drama militar The Search, donde dio vida a Kim Da-jung, hasta el final de la serie el 15 de noviembre del mismo año.
En febrero de 2021 se unió al elenco principal de la serie política Times, donde interpretó a Kim Young-joo, una asambleísta y asesora cercana del presidente Seo Gi-tae (Kim Young-chul), así como la próxima candidata presidencial.

## Otras actividades
Habiendo aprendido salsa en la escuela media, se convirtió en una consumada bailarina de salsa, y ha trabajado como profesora de baile entre proyectos, y también puede realizar baile de jazz y pansori.
Habla con fluidez tres idiomas: coreano, inglés y francés. Fue nombrada embajadora de buena voluntad internacional para los derechos y la seguridad de los Niños de Corea en 2010. En el año 2012 fue la presentadora de la ceremonia de clausura del Festival Internacional de Cine de Jeonju.

## Filmografía

### Series de televisión
| Año  | Título                                  | Rol                   | Red     | Notas        | Ref.          |
| ---- | --------------------------------------- | --------------------- | ------- | ------------ | ------------- |
| 2003 | Nursery Story                           | MBC                   |         |              |               |
| 2005 | Shin Don                                | Hye-bi                | MBC     |              |               |
| 2006 | Alone in Love                           | Jung Yoo-kyung        | SBS     |              |               |
| 2006 | Singles Game                            | Seo Hye-jin           | SBS     |              |               |
| 2007 | Blissful Woman                          | Lee Ji-sook           | KBS2    |              |               |
| 2007 | Air City                                | Seo Myung-woo         | MBC     |              |               |
| 2008 | My Sweet Seoul                          | Nam Yoo-hee           | SBS     |              |               |
| 2008 | Daughter-in-Law                         | Lee Soon-jung         | SBS     |              |               |
| 2009 | Empress Cheonchu                        | Emperatriz Munhwa     | KBS2    |              |               |
| 2009 | Father's House                          | Lee Hyun-jae          | SBS     |              |               |
| 2010 | Oh! My Lady                             | Han Jung-ah           | SBS     |              |               |
| 2010 | Drama Special "Cutting Off the Heart"   | Yoon Sun-young        | KBS2    |              |               |
| 2011 | I Believe in Love                       | Kim Young-hee         | KBS2    |              |               |
| 2011 | A Thousand Days' Promise                | Jang Myung-hee        | SBS     |              |               |
| 2011 | My One And Only                         | Cha Do-young          | KBS1    |              |               |
| 2012 | Drama Special "Still Picture"           | Seo Eun-soo           | KBS2    |              |               |
| 2013 | The Firstborn                           | Park Jung-shim        | JTBC    | Cameo        |               |
| 2014 | Mama                                    | Seo Ji-eun            | MBC     |              |               |
| 2015 | Sweet, Savage Family                    | Kim Eun-ok            | MBC     |              |               |
| 2019 | Vagabond                                | Jessica               | SBS     |              | [ 15 ] [ 16 ] |
| 2020 | I'll Go To You When The Weather Is Nice | Myung-yeo             | JTBC    |              |               |
| 2020 | Mystic Pop-up Bar                       | Hyun-ok               | JTBC    | Cameo, ep. 9 |               |
| 2020 | The Search                              | Kim Da-jung           | OCN     |              |               |
| 2021 | Times                                   | Kim Young-joo         | OCN     |              |               |
| 2024 | The 8 Show                              | Mun-jeong/Quinto piso | Netflix | Serie web    | [ 17 ] [ 18 ] |

### Películas
| Año  | Título                        | Rol                       | Notas                                        | Ref.          |
| ---- | ----------------------------- | ------------------------- | -------------------------------------------- | ------------- |
| 2001 | I Wish I Had a Wife           |                           |                                              |               |
| 2001 | Take Care of My Cat           | líder de equipo           |                                              |               |
| 2001 | Falling Season                |                           | Cortometraje                                 |               |
| 2002 | Three                         | Hyun-joo                  | Parte Memories                               |               |
| 2003 | Wishing Stairs                | profesora de danza        |                                              |               |
| 2004 | Dance with the Wind           | Ji-yeon                   |                                              |               |
| 2004 | Low Life                      |                           |                                              |               |
| 2005 | My Girl and I                 | hija de Soon-im / Soon-im |                                              |               |
| 2006 | Running Wild                  | Yoon Jung-min             |                                              |               |
| 2006 | Les Formidables               | cantante                  |                                              |               |
| 2007 | Big Bang                      | Han Kyung-soon            |                                              |               |
| 2009 | Why Did You Come to My House? |                           |                                              |               |
| 2010 | Troubleshooter                | Oh Kyung-shin             |                                              |               |
| 2010 | Cafe Noir                     | Mi-yeon 1                 |                                              |               |
| 2011 | String Song                   | Yeon-hwa                  |                                              | [ 19 ]        |
| 2011 | Sorry, Thanks                 | Bo-eun de adulta          | Parte My Younger Brother, aparición especial |               |
| 2012 | Deranged                      | Kyung-soon                |                                              |               |
| 2013 | Hide and Seek                 | Joo-hee                   |                                              |               |
| 2014 | Cart                          | Hye-mi                    |                                              |               |
| 2014 | Dad for Rent                  | Ji-soo                    |                                              |               |
| 2016 | Pandora                       | Jung-hye                  |                                              |               |
| 2018 | Seven Years of Night          | esposa de Hyun-soo        |                                              |               |
| 2018 | Dark Figure of Crime          | Kim Soo-min               | Aparición especial                           |               |
| 2020 | The Day I Died: Unclosed Case | Jeong-mi                  |                                              | [ 20 ]        |
| 2022 | Limit                         | Hyejin                    |                                              | [ 21 ]        |
| 2023 | Noryang: Sea of Death         | Dama Bang                 |                                              | [ 22 ]        |
| 2025 | La partida de go              | Jung Mi-hwa               |                                              | [ 23 ] [ 24 ] |

### Espectáculos de variedades
| Año  | Título                    | Red  | Notas        |
| ---- | ------------------------- | ---- | ------------ |
| 2009 | A Night of Cultural Walks | KBS2 |              |
| 2011 | Brunch                    | tvN  | Presentadora |

### Teatro
| Año  | Título                          | Rol   |
| ---- | ------------------------------- | ----- |
| 1998 | Blood Brothers                  |       |
| 2001 | The Rocky Horror Show           |       |
| 2003 | Grease                          | Sandy |
| 2009 | New Kang Full's Soonjung Manhwa |       |

### Anuncios
| Año  | Título | Notas                                                                    |
| ---- | ------ | ------------------------------------------------------------------------ |
| 2016 | LG G5  | junto a Ko Chang-seok, Ye Ji-won, Kim Sang-ho, Jo Jae-yoon y Kim Hee-won |

## Premios y nominaciones
| Año  | Premio                                      | Categoría                                        | Nominación                         | Resultado |
| ---- | ------------------------------------------- | ------------------------------------------------ | ---------------------------------- | --------- |
| 2008 | SBS Drama Awards                            | premio de los productores                        | My Sweet Seoul, Daughter-in-Law    | Ganadora  |
| 2009 | Asia Latin Culture Festival                 | premio logros en la vida                         | —                                  | Ganadora  |
| 2009 | KBS Drama Awards                            | mejor actriz de reparto                          | Emperatriz Cheonchu                | Ganadora  |
| 2011 | KBS Drama Awards                            | mejor actriz de reparto                          | I Believe in Love, My One and Only | Nominada  |
| 2012 | 49th Grand Bell Awards                      | mejor actriz de reparto                          | Deranged                           | Nominada  |
| 2012 | 33rd Blue Dragon Film Awards                | mejor actriz de reparto                          | Deranged                           | Ganadora  |
| 2012 | 1st K-Drama Star Awards                     | premio excelencia, actriz                        | My One And Only                    | Nominada  |
| 2012 | KBS Drama Awards                            | mejor actriz de drama especial                   | Still Picture                      | Nominada  |
| 2013 | 49th Baeksang Arts Awards                   | mejor actriz de reparto (cine)                   | Deranged                           | Nominada  |
| 2013 | 50th Grand Bell Awards                      | mejor actriz                                     | Hide and Seek                      | Nominada  |
| 2013 | 34th Blue Dragon Film Awards                | mejor actriz                                     | Hide and Seek                      | Nominada  |
| 2014 | 50th Baeksang Arts Awards                   | mejor actriz (cine)                              | Hide and Seek                      | Nominada  |
| 2014 | 3rd APAN Star Awards                        | premio excelencia, actriz de miniserie           | Mama                               | Nominada  |
| 2014 | 22nd Korea Culture and Entertainment Awards | premio alta excelencia, actriz                   | Dad for Rent                       | Ganadora  |
| 2014 | 34th Golden Cinema Festival                 | premio especial del jurado                       | Hide and Seek                      | Ganadora  |
| 2014 | MBC Drama Awards                            | premio alta excelencia, actriz de drama especial | Mama                               | Nominada  |
| 2015 | 51st Baeksang Arts Awards                   | mejor actriz (TV)                                | Mama                               | Nominada  |
| 2015 | 51st Baeksang Arts Awards                   | mejor actriz de reparto (cine)                   | Cart                               | Nominada  |
| 2015 | 24th Buil Film Awards                       | mejor actriz de reparto                          | Cart                               | Ganadora  |
| 2015 | 36th Blue Dragon Film Awards                | mejor actriz de reparto                          | Cart                               | Nominada  |
| 2015 | MBC Drama Awards                            | premio alta excelencia, actriz de miniserie      | Sweet, Savage Family               | Nominada  |
| 2019 | SBS Drama Award                             | Best Supporting Actress                          | Vagabond                           | Ganadora  |